# عبدالکریم فرقات
عبدالکریم فرقات (به عربی: عبدالكريم فرقات‎؛ زادهٔ ۲ مارس ۱۹۹۴) یک کشتی‌گیر فرنگی‌کار اهل الجزایر است. وی سابقه حضور در المپیک ۲۰۲۰ توکیو و المپیک ۲۰۲۴ پاریس را دارد.